# Bread (TV-serie)
Bread är en brittisk sitcom, skriven av Carla Lane och producerad av BBC. Den sändes på BBC1 1 maj 1986 till 3 november 1991. Serien handlar om familjen Boswell i Dingle-distriktet, Liverpool, som leds av matriarken Nellie (Jean Boht). 

## Karaktärer
- Mrs Nellie Boswell (Jean Boht) - familjens matriark
- Joey (Peter Howitt och Graham Bickley), det äldsta av barnen.
- Jack (Victor McGuire)
- Adrian (Jonathon Morris)
- Aveline (Gilly Coman och Melanie Hill)
- Billy (Nick Conway)
- Nellie
- Kenneth Waller
- Derek (Peter Byrne)
- Charles Lawson
- Fader Dooley (J. G. Devlin)
- Kusin Shifty (Bryan Murray)